# Distoleon substigmalis
Distoleon substigmalis är en insektsart som först beskrevs av Navás 1917.  Distoleon substigmalis ingår i släktet Distoleon och familjen myrlejonsländor. Inga underarter finns listade i Catalogue of Life.